# Geranomyia obesistyla
Geranomyia obesistyla is een tweevleugelige uit de familie steltmuggen (Limoniidae). De soort komt voor in het Palearctisch gebied.